# Estetoscopio de Pinard

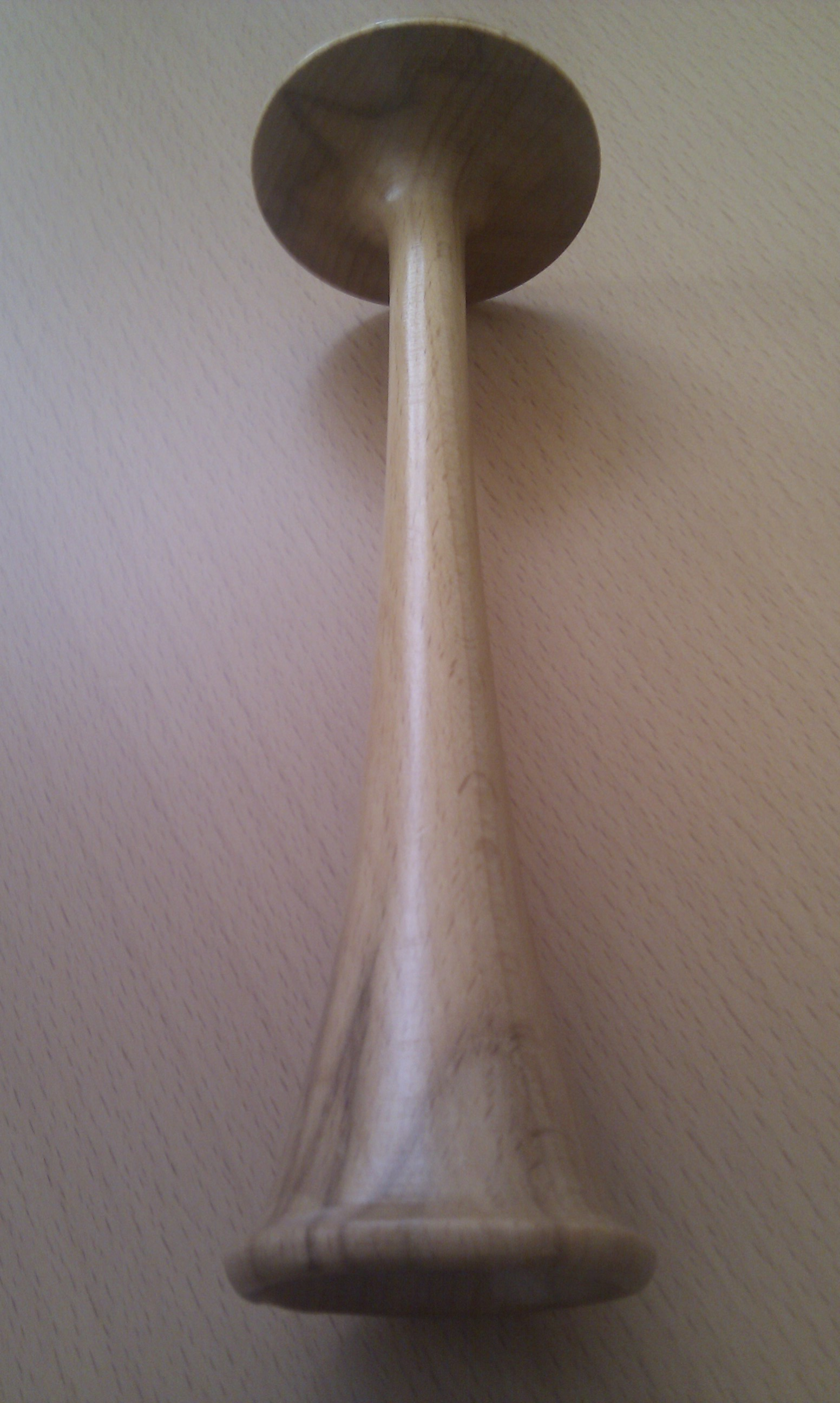
Estetoscopio de Pinard

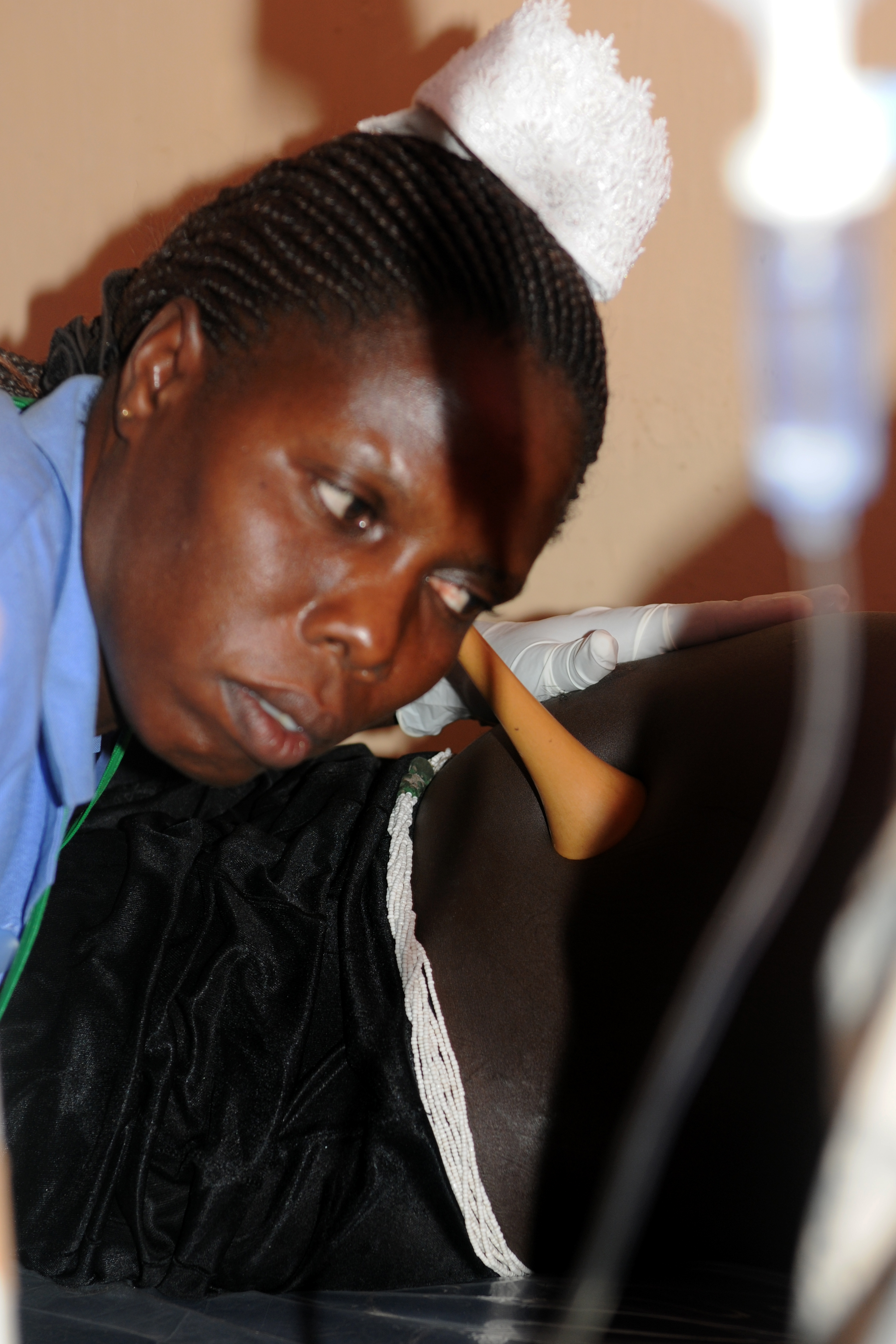
Enfermera usando un estetoscopio de Pinard en Uganda.

El estetoscopio de Pinard es una herramienta usada para auscultar los latidos cardíacos del feto durante el embarazo. Es un tipo de estetoscopio, anteriormente llamado fetoscopio, pero el término todavía se asocia al estetoscopio de Pinard. La campana suele ser de madera o metal y es hueca. Mide alrededor de 20 cm. Funciona en forma similar a una trompetilla acústica, amplificando el sonido. El extremo ancho se sostiene contra el vientre de la mujer embarazada, mientras la persona auscultando escucha a través del otro.

## Historia
El estetoscopio de Pinard fue inventado por el Dr. Adolphe Pinard, un obstetra francés, en el siglo XIX. Pinard fue uno de los primeros médicos que apoyó los avances en la atención prenatal, incluida la vigilancia de la salud fetal.

## Uso actual
Los estetoscopios de Pinard siguen siendo usados alrededor del mundo, particularmente por los obstetras y matronas. Aun hoy son la forma más común de estetoscopios fetales en gran parte de Europa, mientras que en Estados Unidos la ecografía Doopler es considerada estándar. Todavía se lo considera un dispositivo útil. Proporciona una alternativa eficaz a tecnología más costosa, como el ultrasonido Doopler. Una obstetra en México describe el uso del estetoscopio de Pinard:

A veces escuchamos la frecuencia cardíaca con el Pinard, pero si la mujer es muy sensible y le molesta que apretemos el estetoscopio de Pinard contra su vientre, entonces usamos el Doppler. Pero el Doppler frecuentemente transmite mucho ruido; se vuelve confuso. Así que mejor con el Pinard.

Puede utilizarse para determinar la posición del feto. Para este propósito es más preciso que un dispositivo Doppler. Este último detecta los ruidos cardíacos desde lejos de su ubicación de origen. El Pinard debe ser apretado hasta ubicarse muy cerca del corazón fetal para poder detectar los latidos. Así proporciona una indicación más precisa de la posición fetal. Un médico, enfermero o partera también puede usar la palpación y la auscultación para determinar la posición fetal.